# Symphonie d'une vie
Pour plus de détails, voir Fiche technique et Distribution.
Symphonie d'une vie (Symphonie eines Lebens) est un film allemand réalisé par Hans Bertram, sorti en 1943.

## Synopsis
Le chantre Stefan Melchior, marié avec Maria et père de deux enfants, tombe amoureux de la jeune comtesse Ilka Baross, venue un jour dans son village. Il quitte sa famille, la suit à l'étranger et l'épouse quatre ans plus tard, lui offrant alors en dot le domaine familial. Lors de la cérémonie du mariage, Martin von Alzey, cousin d'Ilka, danse avec elle, ce qui provoque la jalousie du chantre qui tue Martin. Arrêté, Stefan purge douze ans de prison et en ressort brisé, seule la musique le raccrochant encore à la vie. Apprenant que sa première épouse Maria est mourante, il retourne dans son village pour l'assister en ses derniers instants. Maria expire en lui interdisant de revoir leurs deux enfants. Stefan entame peu après la composition d'une symphonie qu'il titre Symphonie d'une vie.

## Fiche technique
- Titre : Symphonie d'une vie
- Titre original : Symphonie eines Lebens
- Réalisation : Hans Bertram
- Scénario : Hans Bertam et Kurt E. Walter (de)
- Musique : Norbert Schultze
- Directeurs de la photographie : Erich Nitzschmann (de) et Carl Hoffmann
- Décors : Otto Erdmann et Franz F. Fürst
- Costumes : Max von Formacher et Margit zur Nieden
- Montage : Ella Ensink (en)
- Producteur : Robert Wüllner
- Société de production : Tobis Film
- Tournage : février à mai 1942, à Berlin et dans la vallée de la Wachau
- Drame en noir et blanc - 1 h 27 min
- Date de sortie 
  - Allemagne : 21 avril 1943
- Affiche : Constantin Belinsky (France)

## Distribution
(sélection)
- Harry Baur : le chantre Stefan Melchior
- Henny Porten : Maria, sa première épouse
- Gisela Uhlen : la comtesse Ilka Baross
- Harald Paulsen (en) : le capitaine Martin von Alzey, son cousin
- Gustav Waldau (en) : Valentin Baross, son oncle
- Julia Serda : Melanie Baross, sa tante
- Albert Florath : le maire
- Erich Dunskus : Janos
- Ernst Legal : l'huissier
- Norbert Rohringer : Konrad, fils de Stefan et Maria
- Elfriede Zach : Vreneli, fille de Stefan et Maria

## Autour du film
L'acteur français Harry Baur, également connu en Allemagne, est choisi pour tenir le rôle masculin principal. Mais à son retour en France fin mai 1942, peu après la fin du tournage, il est arrêté car soupçonné d'être d'origine juive. Torturé par la Gestapo, il est finalement relâché en septembre, son « aryanité » ayant été « démontrée ». Comme son personnage Stefan Melchior à sa sortie de prison, c'est désormais un hommé brisé qui meurt probablement des mauvais traitements subis le 8 avril 1943, moins de deux semaines avant la sortie du film, son dernier.